# Juventud Comunista en Asturias
La Juventud Comunista en Asturias es una "organización política juvenil de clase, democrática, internacionalista, laica, revolucionaria y republicana" en Asturias (España) de la Unión de Juventudes Comunistas de España.
Hasta el 9º Congreso de la Unión de Juventudes Comunistas de España (UJCE), el nombre de la rama asturiana de la UJCE era Juventud Comunista de Asturias. Al decidirse en dicho congreso (noviembre de 2003) que todas las juventudes comunistas de España pasarían a ser una única organización que adoptaría el nombre de Juventud Comunista "en" la comunidad autónoma en la que actuase, una parte de la militancia de la JCA se separó de la UJCE y siguió usando el viejo nombre de Juventud Comunista de Asturias. El 30 de noviembre de 2014 se celebró la Conferencia Política que ponía punto final al proceso de integración de la Juventud Comunista de Asturias (JCA) en la Unión de Juventudes Comunistas de España (UJCE) en Asturies. De esta manera, la situación excepcional de existencia de dos organizaciones juveniles vinculadas al Partido Comunista de Asturias (PCA), federación asturiana del PCE, se normalizaba tras varios años de intentos previos.
En abril de 2016, se celebra la Conferencia Política que cambia la denominación de la federación asturiana (UJCE en Asturies) tras asumir ciertos compromisos históricos con las reivindicaciones de oficialidad de la Asturiano (asturleonés de Asturias) cambiando incluso su denominación, siendo finalmente Mocedá Comunista en Asturies, actualmente se encuentra abierto el debate sobre la cuestión nacional, teniendo previsto celebrarse una conferencia sobre la cuestión nacional para abordar si Asturias respondería al carácter de nación.

## Relación con el Partido Comunista de Asturias
De acuerdo con los estatutos del Partido Comunista de Asturias, federación asturiana del Partido Comunista de España:

La Juventud Comunista de Asturias (JCA) es la organización asturiana de la UJCE y la organización referente juvenil del PCA...

## Organización y principios
La Juventud Comunista en Asturias tiene como tarea fundamental "articular al movimiento juvenil asturiano", trabajando tanto con los jóvenes estudiantes como con los obreros. 

## Colectivos y Sectoriales
La organización se divide en los colectivos de Avilés , Langreo, Siero-Noreña, Laviana, San Martín, Gijón y el del Oriente Asturiano. Dispone de dos sectoriales, el encargado de articular el movimiento estudiantil en las universidades y el de Obreros.

### Avilés
El colectivo de Avilés esta en activo desde principios de la década de los ochenta. Centrando actualmente sus cometidos en las campañas anuales: Día de la Mujer, Aniversario de la II República, 1.º de Mayo y otras campañas de diverso índole sobre los temas que preocupan a los jóvenes: Trabajo, vivienda digna, desigualdad… Recibe el nombre de colectivo “Comandante Castro”.

### Siero-Noreña (Nora)
El colectivo de Siero llamado históricamente "Colectivo Dolores Ibarruri" fue activo hasta el año 2004, muy activo en movilizaciones de apoyo al levantamiento zapatista de Chiapas y al EZLN, muy activo en las movilizaciones contra la Guerra de Irak en el año 2004, tenían un Periódico de tirada trimestral llamado "Ay Cármela". 
A partir del año 2013, resurge con fuerza este colectivo, una vez la UJCE ya está sectorializada denominándose "Colectivo Enrique Líster" creciendo progresivamente y realizando desde movilizaciones contra la monarquía, contra el cierre del Matadero Central de Noreña y actividades culturales como conciertos, actualmente se encuentra en fase de reestructuración con la intención de ser el Colectivo del Nora, extendiéndose incluso a Llanera y contar con presencia en Noreña.

### Oriente Asturiano
Se trata del colectivo “El Paisano”, creado el 20 de noviembre de 2001. Desarrolla su actividad en la zona oriental de Asturias teniendo su sede en Ribadesella.

### Sectorial de Estudiantes
Encargado de articular y participar en los movimientos estudiantiles asturianos. Está presente en la Universidad de Oviedo principalmente.

### Obreros
Encargado de articular y participar en los movimientos obreros juveniles asturianos. Recibe el nombre de colectivo de obreros “Gerardo Iglesias”.